# Fahrenhütte
Die Fahrenhütte,  1750 oder nach anderer Quelle 1753 in Fahrendorf gegründet, war die älteste Glashütte im Elbe-Weser-Dreieck und begründete die Glasindustrie im Teufelsmoor.
Die Energie lieferte der Torf, Quarzsand bezog man vom Geestrücken im benachbarten Spreckens, die auch als Bückel bezeichnete Holzasche kam von der Saline in Lüneburg. Der zum Glashüttenkanal ausgebaute Bach Sünderbek diente wie die Oste als Transportweg. Zu den 15 bis 20 Arbeitskräften gehörte auch ein Schiffer, der die Rohstoffe und Fertigwaren beförderte. Das Fachpersonal wurde aus Hamburg angeworben.
Im Zuge des Deutsch-Französische Krieges stagnierte die Entwicklung der Glashütte, deren wirtschaftliche Interessen den militärischen Zielen der Kriegsparteien untergeordnet wurden. Daher produzierte die Fahrenhütte nur rund 20 Jahre lang Glas und Glasprodukte wie Genever-Flaschen für den niederländischen Markt. Die Flaschen wurden mit dem Schiff oder über den Ochsenweg bis nach Amsterdam transportiert.
Zentren der deutschen Glasindustrie waren wegen des immensen Bedarfs an Holz oder Torf waldreiche Regionen oder große Moorgebiete, besonders die Dörfer und Städte im Bayerischen und Thüringer Wald sowie auch im Teufelsmoor. Sie boten bis zur Mitte des 20. Jahrhunderts oft als einzige lokale Manufakturen bzw. Industriebetriebe der Bevölkerung Arbeit.
Von der Fahrenhütte selbst steht heute nichts mehr, aber noch immer finden sich auf den landwirtschaftlichen Flächen in Fahrendorf Flaschenreste. Viele davon werden im Glasmuseum Gnarrenburg präsentiert.